# Alexandros Othonaios
Alexandros Othonaios (en griego: Αλέξανδρος Οθωναίος) era un militar y un hombre político griego. Nació en Gitión en 1879. Fue un primer ministro de Grecia durante algunos días en marzo de 1933. Murió en Atenas en 1970.
- Datos: Q959565
- Multimedia: Alexandros Othonaios / Q959565